# 无颜之月
《无颜之月》是由Orbit的ROOT於2000年12月22日發售的戀愛冒險類型日本成人游戏，2004年5月28日發售Fandisc《鈴菜日記》。2025年9月26日發售重製版《無顏之月 -待宵雙椿-》（顔のない月 -待宵の双椿-）。主要讲述了女主角仓木玲菜和她的未婚夫，男主角羽山浩一在与世隔绝的仓木家发生的故事。后来改编为成人动画，由Pink Pineapple发售。2007年5月25日由ROOT發售續作《桃華月憚》。

## 發售系列
LIMITED COLLECTION收錄外傳アフェクション和死角。COLLECTERS EDITION是調整遊戲系統並收錄外傳。COLLECTORS EDITION RENEWAL是DVD-ROM COLLECTERS EDITION的廉價版。
- 2000年12月22日　CD-ROM 初回限定版
- 2000年12月28日　CD-ROM 通常版
- 2001年8月10日　LIMITED COLLECTION
- 2002年5月24日　DVD-ROM COLLECTERS EDITION 初回版
- 2002年5月31日　DVD-ROM COLLECTERS EDITION 通常版
- 2004年5月28日 Fan disc《鈴菜日記》
- 2005年4月15日　DVD-ROM COLLECTORS EDITION RENEWAL 初回版
- 2005年4月30日　DVD-ROM COLLECTORS EDITION RENEWAL 通常版
- 2007年12月28日　由Digiket.com獨占先行發售的下載版
- 2008年1月11日　一般發售的下載版
- 2025年8月29日 重製版《無顏之月 -待宵雙椿-》

## 登场人物
OVA及游戏的配音員都未公开。
羽山浩一
男主人公，在北条大学的本山教授的研究室学习的大学生。虽然是美青年，不过对女性的脸有脸盲症（看到女性的脸也意识不到那是女性的脸）。在本山教授的推荐下，来到小时候曾经待过的信州的仓木的山。到了那里以后，突然发现他是仓木铃菜的未婚夫。是个烟瘾很重的人，并且精力旺盛。
仓木铃菜
女主角。生于1982年。是仓木家上一任主人仓木善治郎和妻子由利子的女儿，仓木神社的巫女。阴气很强。虽然是浩一的未婚妻，不过对这强加的关系有些困惑。同时有些任性，对怎样寄信和饭店的存在都不知道，可以说是温室中的花朵。因为以前没有遇到过像浩一那样说话直率的人，所以对他抱有反感。不过渐渐为浩一所吸引，作为女性的自我认知开始苏醒。
春川知美
仓木家的主治医生春川一平的养女，也是仓木家的一名女佣。做人很圆滑，因此颇受主人浩一的信赖。同时脸型很可爱，身材也很好（特别是胸部），是个美女。除了作为女佣完成自己的工作，对浩一的性需求也是不分时间和场所地加以满足，OVA第三話和第四話中對鈴菜有愛慕之心，並主動滿足鈴菜的需求。結束後得知鈴菜和浩一的感情，之後便主動退出決定要永遠服侍兩人。
栗原沙也加
仓木家的女佣。性格开朗，对浩一以朋友而不是主人的态度相处。和铃菜和知美相比稍微瘦一些。据本山教授所说，她和以前很有人气而突然失踪的女优山都琉璃长得很像。
东衣绪
铃菜的表兄弟，美少年。在浩一到达的前几天来到仓木家。在图书馆热心的查阅和仓木家相关的文献，对本山教授的著作和研究很有兴趣。对知美有些好感。
《暗与帽子与书之旅人》的女主角东叶月是他的亲妹妹。在《桃華月憚》中，成长为美青年登场。
澤口千贺子
浩一的前任女友，现在则是朋友，是位身材苗条的美女。本山教授的助手。虽然常说一些很酷的话，不过性格并不冷淡。即使是夏天也常常带着黑色的手套。
仓木由利子
仓木家的前主人善治郎的妻子，铃菜和水菜的母亲。生于1963年。虽然有两个到了谈婚论嫁的年龄的女儿，不过看上去很年轻和妖艳。代替卧病在床的实权者仓木千代进行家庭事务的管理。把浩一作为仓木家的主人迎接进门以后，半是强迫的促成他和铃菜的婚事。不知为何曾改变了对浩一的称呼。
仓木水菜
仓木家另外一名巫女，铃菜的双胞胎姐姐。生于1982年。因为仓木家的双胞胎是禁忌，所以从很小的时候就和铃菜分开了，现在在洞窟的庵中静静的生活。她的存在被仓木家的人隐藏着，即使是隐约有些记忆的铃菜，也被“也许你把喜欢的熊玩偶当成姐姐了”这样欺骗着。和铃菜相反，阳气很强，比铃菜更加和外界缺少接触，非常的纯真。在洞窟附近的河边游玩时碰到了浩一。
在《桃花月憚》中以另一个名字登场。
本山教授
羽山所在的北条大学的民俗学教授，名字不明。

## 工作人員
- 劇本：古耕章太郎、宙形安久里、セロリ
- 人物設計、原畫：CARNELIAN
- 音樂：KIM'sSOUNDROOM

## OVA
OVA是由Pink Pineapple發售的成人動畫，标题是《-No Surface Moon THE ANIMATION-》。动画原定四集，但是因为发售以后颇受好评，所以延长成了五集。无颜之月在北美以《Moonlight Lady》的正式标题发行，日本国内不可购得。

### 主題歌
- ED「Cruel Moon」

作詞：五十嵐正　作曲/編曲：五十嵐洋　歌：arca

### 發售日
全以DVD发行。
- 第一夜《椿》（发行：2001年12月8日）
  - 分为初回版与通常版。
- 第二夜《向日葵》（发行：2002年7月26日）
  - 分为初回版与通常版。
- 第三夜 （发行：2002年12月27日）
- 第四夜《白百合》（发行：2003年6月13日）
- 第五夜《彼岸花》（发行：2004年7月23日）
- 总集特別篇《〜いにしえ〜》 （发行：2004年8月27日）
  - 第一集到第四集的性爱场面为中心组合成的总集篇。
- GOLD DISC BOX（发行：2007年2月23日）
  - 此篇含全5卷以及总集特別篇，共计6卷，收录於金唱片2枚組。收录同一内容的UMD版2枚組同捆。

### 工作人员
- 原作：ROOT
- 导演：サトウトシハル（第一夜－第四夜）、荒木英樹（第五夜）
- 编剧统筹：あらかわまさのぶ
- 剧本：あらかわまさのぶ（第一夜－第三夜）、花葵奇子（第四夜）、関町台風（第五夜）
- 分鏡：サトウトシハル（第一夜－第四夜）、荒木英樹（第五夜）
- 人物設計原案・監修：CARNELIAN
- 人物設計：石原惠
- 作畫監督：石原惠（第一夜－第三夜、第五夜）、服部憲知（第四夜）
- 动画制作：イマジン（第一夜－第四夜）、ORADA COMPANY（第五夜）
- 製作：Pink Pineapple

## 相關商品

### CD
- 顔のない月 パーフェクトアレンジアルバム

2002年1月17日由ビー!スマイル發售。收錄包含原創曲和BGM共11曲。
- 顔のない月 コンプリートサウンドトラック

2002年11月22日由Lantis發售。
2002年8月9日由Pink Pineapple發售。收錄OVA的BGM共12曲。
収録曲目
1. 巫-kannagi-
2. 月光-tsukikage-（Cruel Moon Instrumental Edit）
3. -yogoto-
4. -gakuen-
5. 蓬莱-hourai-
6. Cruel Moon（Instrumental Edit）
7. 客人-marebito-
8. 椿-tsubaki-
9. 童歌-warabeuta-
10. 寄坐-yorimashi-
11. 零光-reikou-
12. Cruel Moon（Original Edit、演唱者：arca）

### 書籍
- 顔のない月 ビジュアルコミックアンソロジー　ISBN 4-7577-0662-6

2001年12月10日由enterbrain・マジカルキュートレーベル發售。
- 顔のない月 ビジュアルファンブック　ISBN 4-7577-0474-7

2003年7月31日由エンターブレイン・ビジュアルファンブックシリーズレーベル發售。

## 外部連結
- 無顏之月官方網站（日語）
- 無顏之月 -待宵雙椿-官方網站 （页面存档备份，存于）（日語）
- OVA官方網站 （页面存档备份，存于）（日語）
- 无颜之月（動畫）在動畫新聞網百科全書中的資料（英文）
- 《无颜之月》在視覺小說數據庫的頁面 （英文）
- 《无颜之月 -待宵双椿-》在視覺小說數據庫的頁面（英文）